# Ten Kai
A Ten Kai Kitaró, japán zeneszerző 1978-ban elsőként megjelent önálló albuma. Az album CD-n az Amerikai Egyesült Államokban „Astral Voyage” címen jelent meg a Geffen Records kiadásában. Németországban LP formában „Ten Kai” címen a Wergo kiadásában, CD formátumban a Polydor kiadásában „Ten Kai – Astral Trip” címen. Ebből adódóan az utolsó szám címe egyik kiadásban „Astral Voyage”, másikban „Astral Trip”. A lemezt a Geffen Records 1985-ben újra kiadta.

## Az album dalai
1. By The Sea Side – 5:52
2. Soul Of The Sea – 2:38
3. Micro Cosmos – 5:08
4. Beat – 4:41
5. Fire – 7:20
6. Mu – 2:50
7. Dawn Of The Astral – 5:11
8. Endless Dreamy World – 2:42
9. Kaiso – 5:08
10. Astral Trip vagy Astral Voyage – 7:40